# Villafranca di Verona
Villafranca di Verona – miejscowość i gmina we Włoszech, w regionie Wenecja Euganejska, w prowincji Werona.
Według danych na rok 2004 gminę zamieszkiwało 32 406 osób, 500,1 os./km². Miasto leży ok. 20 km na południowy zachód od Werony, w połowie drogi między stolicą prowincji a Mantuą. Obecnie jest drugą co do liczby mieszkańców gminą w prowincji, wyprzedzając od kilku lat Legnago. Przez południowo-zachodnią część gminy przepływa rzeka Tione, która wpada do Tartaro na terenie gminy Gazzo Veronese.

## Historia
Położenie miejscowości przy starożytnej via Postumia i struktura drogowa z prostopadłymi skrzyżowaniami może świadczyć o istnieniu tu dawniej obozu rzymskiego. 9 marca 1185, na skutek decyzji Consiglio dei Rettori di Verona, stała się osadą graniczną, zwolnioną z obowiązków podatkowych. Stąd wzięła się nazwa villa franca, czyli „wolne miasto”. W historii miejscowość jest wspominana w związku z pokojem w Villafranca, który zakończył drugą wojnę o niepodległość Włoch oraz z powodu bitwy, która miała miejsce 24 czerwca 1866, w czasie trzeciej wojny o niepodległość, a w której wziął udział przyszły król Włoch Umberto I.

## Zabytki

### Zamek

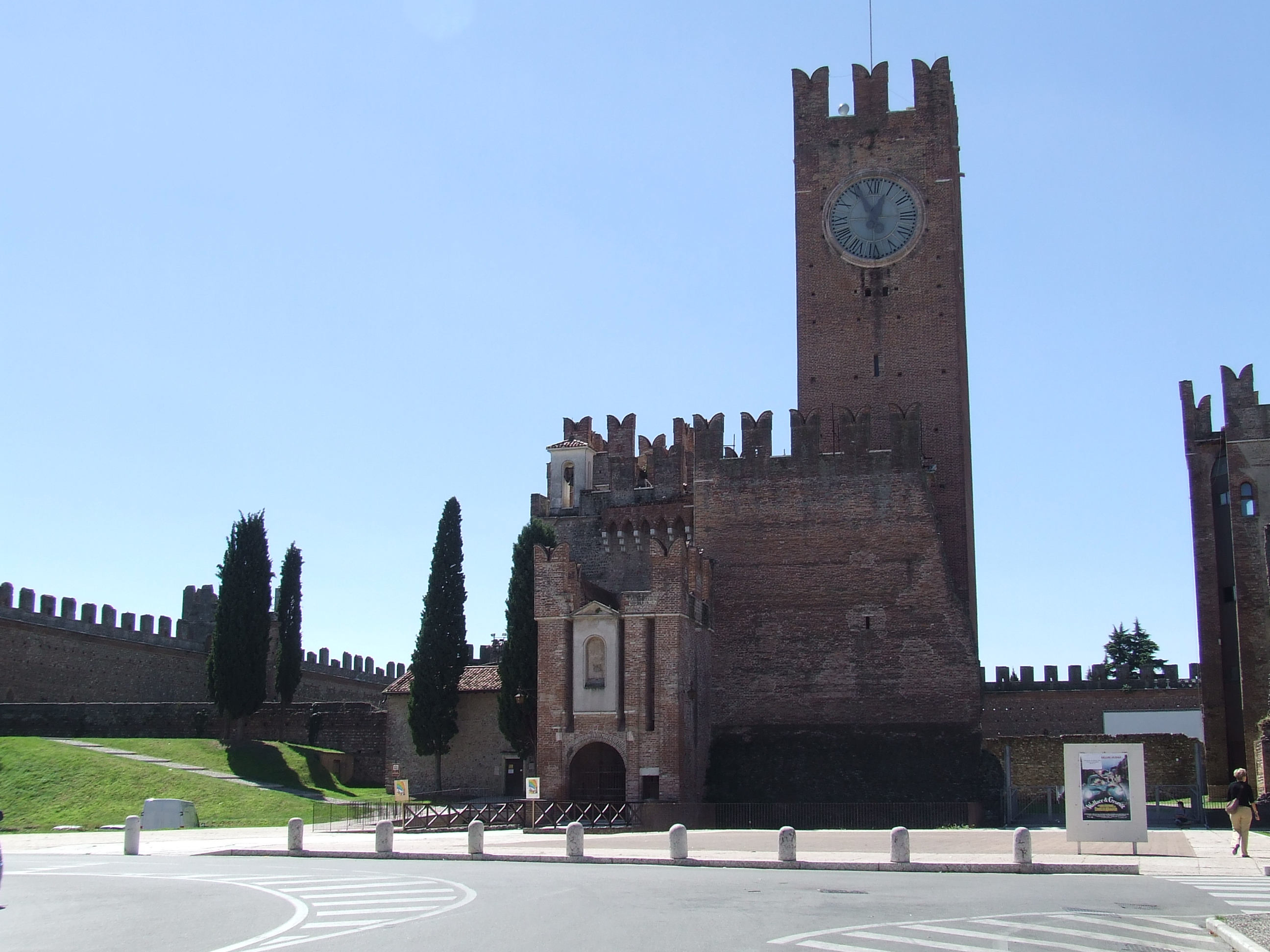
Zamek rodu Della Scala

Zamek, czyli Castello Scagliero - został zbudowany na przełomie XII i XIII w. przez panujący ród Della Scala Budowę rozpoczęto prawdopodobnie w 1199, po bitwie pod Ponti dei Molini, a zakończono w 1202. W obrębie murów znajduje się siedem niewielkich wież zwanych „Torresine”. Zostały one zbudowane z materiału pochodzącego z rozebranego łuku Tyberiusza. Późniejsze wojny zniszczyły większą część zamku, który został jednak odbudowany dzięki staraniom Republiki Weneckiej. Od 1450 zamek był opuszczony i dopiero kilka wieków później się nim zainteresowano. Został kupiony przez prywatnych właścicieli. W 1890 odbudowano  główną wieżę zamkową i umieszczono w niej zegar.
Zamek przyciąga wielu zwiedzających, głównie z najbliższych okolic, ponieważ odbywają się w nim rozmaite imprezy  kulturalne, np. Festyn Świętych Piotra i Pawła, Dzień Sztuki Studenckiej, kino na świeżym powietrzu, impreza teatralna „Farsatirando” oraz liczne koncerty.

### Serraglio

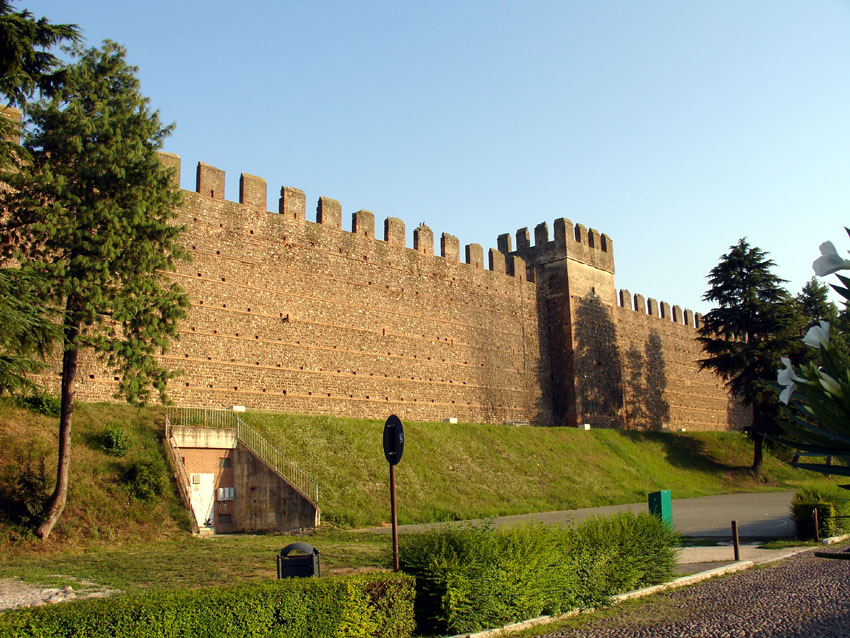
Serraglio

Jest to mur obronny zbudowany w XIV w. przez ród Della Scala w celu zwiększenia obronności południowo-zachodniej połaci terytorium. Budowę rozpoczął Mastino II w 1345, a zakończył Cangrande II w 1355. Rozciągał się on na długości 13 km i w niektórych miejscach był wzmocniony wieżami obronnymi. Częściowo biegł wzdłuż rzeki Tione między Valeggio sul Mincio i Torre di Gazolo niedaleko Nogarole Rocca, gdzie zaczynały się bagna Grezzano. W 1404 mur został uszkodzony na skutek działań zbrojnych Gonzagów przeciwko Viscontim. Obecnie budowla jest zniszczona. Widoczne są jedynie fragmenty w Villafranca na lewym brzegu Tione i resztki zamku w miejscowości Ghrela, w połowie drogi między Villafranca a Valeggio sul Mincio.

### Kościoły
- Oratorio del Cristo - Znajduje się wewnątrz zamku. Jest to najstarszy kościół, jaki zachował się na terytorium gminy
- Kościół Dyscypliny albo Nawiedzenia - XV w.
- Kościół św. Rocha - XV w.
- Kościół św. Jana della Paglia - XV w.
- Katedra pod wezwaniem św. Piotra i Pawła - XVII w. Po zamku jest najważniejszą budowlą historyczną miasta. Stanowi kopię Kościoła Odkupiciela z Wenecji.
- Kościół Madonna del Popolo - XX w.